# Ainārs Ķiksis
Ainārs Ķiksis (* 10. Februar 1972 in Valmiera) ist ein ehemaliger lettischer Bahnradsportler, zweifacher Europameister und Trainer.

## Sportliche Laufbahn
Von Anfang der 1990er bis Mitte der 2000er Jahre war Ainārs Ķiksis – neben Viesturs Bērziņš – der international erfolgreichste lettische Bahnradsportler. 1990 wurde er in Middlesbrough Junioren-Weltmeister im Sprint. Bei den UCI-Bahn-Weltmeisterschaften 1998 in Bordeaux belegte er im Keirin den zweiten Platz hinter dem Deutschen Jens Fiedler.
Mehrfach stand Ainārs Ķiksis bei Bahn-Europameisterschaften auf dem Podium, bis er 1996, 2002 und 2003 Europameister im Omnium Sprint wurde. Dreimal, 1992, 1996 sowie 2000, nahm er an Olympischen Spielen teil. Seine besten Platzierungen waren jeweils ein achter Platz im 1000-Meter-Zeitfahren (1996) sowie im Teamsprint, gemeinsam mit Bērziņš und Ivo Lakučs (2000). 1991 siegte er im Großen Preis von Hannover, 1997 und 1999 war er im Großen Preis von Büttgen erfolgreich.
Nach dem Ende seiner aktiven Radsport-Laufbahn betreute Ķiksis u. a. das europäische Projekt „School and Cycling“ in Lettland. Von 2009 bis 2010 war er Trainer des griechischen Bahnrad-Nationalteams.
2013, 2014, 2015 und 2016 startete Ainārs Ķiksis bei UCI-Bahn-Weltmeisterschaften in der Masterskategorie. 2013 sowie 2015 gewann er Gold sowohl im Sprint wie im 750-MeterZeitfahren, 2014 Gold im Zeitfahren und Silber im Sprint. 2015 stellte er zwei neue Weltrekorde in seiner Altersklasse (M40–44) auf, über 200 Meter bei fliegendem und über 500 Meter bei stehendem Start (32,839 Sekunden), mit Bestzeiten für alle Altersklassen ab 30. 2016 gewann er erneut die Goldmedaille im Sprint (40–44). Zudem stellte er einen neuen Weltrekord über 750 Meter auf. Im Jahr darauf startete er in der Altersklasse M45–49 und gewann erneut die Goldmedaille über 750 Meter und im Sprint, ebenfalls 2018.
2020 wurde Ķiksis im Alter von 48 Jahren lettischer Meister im Sprint und im Keirin der Elite. Er startet weiterhin bei Elite-Wettbewerben, wie etwa 2019 bei einem internationalen Bahn-Meeting in Gent. 2021 errang er erneut die nationalen Titel in Sprint und Keirin der Elite.

## Erfolge
1990
- Junioren-Weltmeister – Sprint

1996
- Europameisterschaft – Omnium Sprint

1997
- Europameisterschaft – Omnium Sprint

1998
- Weltmeisterschaft – Keirin
- Europameisterschaft – Omnium Sprint

2001
- Europameisterschaft – Omnium Sprint

2002
- Europameister – Omnium Sprint

2003
- Europameister – Omnium Sprint

2020
- Lettischer Meister – Sprint, Keirin

2021
- Lettischer Meister – Sprint, Keirin, Scratch